# Catman
Catman (deutsch: „Katzenmann“) ist der Titel verschiedener Comicpublikationen der Verlage Holyoke und DC-Comics sowie der Name der Hauptfigur dieser Serien.
Die Catman-Comics beider Verlage sind genremäßig dem amerikanischen Superhelden-Comic, einer speziellen Ausprägung des Science-Fiction-Comics, zuzurechnen, in der sich die Bereiche Action- und Fantasy miteinander vermischen. Beide Charakter fanden im Laufe der Zeit Vermarkung in Form von Merchandising-Produkten, Büchern, Zeichentrickserien und Computerspielen, die auf den jeweiligen Comics basieren.

## The Catman and the Kitten(1939–1946)
Der Holyoke-Verlag veröffentlichte streng genommen die Abenteuer von zwei Figuren namens Catman: Ein erster Superheld namens Catman trat nur in 2 Ausgaben der Reihe Amazing Man von 1939 auf. Der zweite und wesentlich längerlebige Catman, Cat-Man geschrieben, wurde von den Zeichnern Charles M. Quinlan und Irwin Hasen kreiert und debütierte in der Ausgabe # 4 der Serie Crash Comics Adventures von 1940 und war über die 1940er Jahre in den Heften des Holyoake-Verlags zu sehen. Im Mai 1941 erhielt er seine eigene Serie Cat-Man; sie lief bis 1946 und brachte es auf insgesamt 32 Ausgaben. Zudem veröffentlichte der australische Verlag Gordon & Gotch während des Zweiten Weltkrieges eine Alternativversion der Catman-Abenteuer von Holyoke. Da die amerikanischen Exportgesetze während des Weltkrieges die Ausfuhr von nicht-kriegswichtigen Gütern verboten, konnte Holyoke seine Hefte nicht nach Australien exportieren. Dementsprechend wurden die Abenteuer in Australien noch einmal neu verfasst und gezeichnet, mit sowohl künstlerischen als inhaltlichen Unterschieden: So waren die australischen Catman-Abenteuer in Schwarzweiß gehalten und die Protagonisten besaßen keine Superkräfte, sondern nur moderne Ausrüstung und vortreffliche Fähigkeiten als Kämpfer.
Der Catman der Holyoake-Serie war ein Superheld, der sich hinter dem bürgerlichen Namen David Merrywether verbarg. Wie die fiktiven Figuren Black Condor oder Tarzan war Merryweather durch einen Unfall seiner Familie bei einer Reise durch die Wildnis (in seinem Fall der Dschungel von Burma) im Kleinkindalter zum Waisen gemacht und dann von einer Tigerin (Romulus-Motiv) aufgezogen worden. Die Folge war, dass er durch seine Jugend in der Wildnis Fertigkeiten entwickelte, die weit über denen anderer Menschen lagen: Er besaß übermenschliche Körperkraft, Geschicklichkeit, Beweglichkeit, Ausdauer und die Fähigkeit, im Dunkeln zu sehen. Außerdem bildete er sich ein, wie eine Katze neun Leben zu besitzen. Nach seiner Rückkehr in die Vereinigten Staaten als erwachsener Mann war er von den dortigen Missständen entsetzt und nahm den Kampf gegen das Verbrechen auf. Er wurde zunächst Privatdetektiv, ging nachts als maskierter Superheld auf Verbrecherjagd und wurde schließlich Soldat, um in Diensten der US-Army als Soldat gegen Nazis und Japaner zu kämpfen. Wie Batman in seinem Assistenten Robin einen jugendlichen Helfer hatte, so wurde auch Cat-Man bald ein adoleszenter Sidekick zur Seite gestellt: In der Ausgabe #5 seiner Serie adoptierte er ein verwaistes Mädchen namens Katie Conn, das ihn fortan als Jung-Superheldin Kitten (Kätzchen) auf seinen Heldentouren begleitete. Im Laufe seiner Serie entwickelte sich Cat-Mans Kostüm immer weiter fort, so dass es in den letzten Ausgaben vor der Einstellung der Catman-Reihe beinahe so aussah, wie das Kostüm des späteren DC-Catman.

## Der Catman-Charakter von DC
Der Catman-Charakter im Besitz von DC wurde 1963 von dem Autor Bill Finger und dem Zeichner Jim Mooney für die Ausgabe #311 der Serie Detective Comics geschaffen und trat ursprünglich als sogenannter „Superschurke“, d. h. als Gegenspieler eines Superhelden, in der Serie Batman auf.
Nachdem DCs Catman-Charakter, der über weite Strecken durch Holyokes Cat-Man-Charakter nachempfunden geworden zu sein scheint, bis in die 1990er Jahre hauptsächlich als Mitglied der sogenannten „Schurkengalerie“ – d. h. dem Repertoire wiederkehrender Schurkenfiguren in einer Superhelden-Serie – in den Comics um den Superhelden Batman aufgetreten war, wurde er in den 2000er Jahren zu einem eigenständigen Charakter weiterentwickelt: Als Anti-Held steht er dabei im Mittelpunkt von Solo-Geschichten sowie Team-Serien wie Secret Six.
Da der Holyoke-Catman nach amerikanischen Urheberrecht zum Zeitpunkt der Einführung des DC-Charakter als sogenannte Public Domain bereits frei verfügbar geworden war, konnten die Autoren und Künstler von DC rechtlich unproblematisch Anleihen bei diesem ersten Catman machen.
Die Charakterisierung der Figur schwankt dabei seit den 70ern zwischen der als charakterschlechter Erzbösewicht und der als im Grunde anständiger Mann, der sich aus Freude am Abenteuer dem Verbrechen zugewandt hat, dabei aber bemüht ist, niemandem ernsthaften Schaden zuzufügen.

## 1960er Jahre
Hinter dem „Catman“ des DC-Universums verbirgt sich Thomas Blake, der Erbe eines stattlichen Vermögens, der sich als junger Mann der Großwildjagd und -fängerei verschrieben hatte, um so sein inhaltsarmes, langweiliges Leben mit Abenteuern zu füllen. Als seine nach dramatischen Erfahrungen lechzende Persönlichkeit auch durch dieses gefährliche Hobby nicht mehr in Ekstase versetzt zu werden vermochte, weil er als Jäger vollendetes Können erlangt hatte, wandte er sich dem Verbrechen zu. Er betätigte sich zunächst als Einbrecher in seiner Heimatstadt, der amerikanischen Ostküstenmetropole Gotham City – zugleich die Heimat des maskierten Verbrecherjägers Batman, gegen den er in zahlreichen Abenteuern den Kürzeren zog. Seine Verbrechen standen zumeist in irgendeinem Zusammenhang mit dem Thema „Katze“: Er stahl „Katzenaugen“-Smaragde, Katzenstatuen und nannte sich „King of the Cats“.

## 1980 bis heute
Nachdem die Figur des Catman lange Zeit unverwendet im Comic-Limbus verschwunden war, wurde sie in den frühen 1980ern wiederbelebt: Damals tat Catman sich mit Catwoman im Kampf gegen Batman zusammen und kam ihr auch intim näher. Dieser Partnerschaft war jedoch letztendlich aufgrund von Catmans blasierter Haltung Frauen gegenüber keine lange Dauer beschieden. Catwoman wandte sich schließlich gegen ihren Komplizen und schlug sich wie zuvor schon Batwoman auf Batmans Seite.
In den 1990ern trat Catman unter anderem als Mitglied einer Schurkengruppe namens The Misfits, deren Verschwörung abermals von Batman vereitelt wurden, auf. Catman landete im Gefängnis und zeigte dort erstmals seit langem seinen guten Charakter, indem er eine Nonne, die als Seelsorgerin in der Anstalt war, und die Anwältin eines zum Tode verurteilten Mannes vor Übergriffen durch andere Häftlinge beschützte. Nach seiner Flucht von der Gefängnisinsel siedelte Blake schließlich nach Star City über, wo er, nunmehr nur noch eine Karikatur seiner selbst – übergewichtig, larmoyant und bewegungsschwer –, von dem Vigilanten Green Arrow gestellt wurde. Nach erneuter Flucht aus dem Gefängnis unter nicht näher geklärten Umständen kehrte Catman schließlich in seine zweite Heimat nach Afrika zurück, wo er nach einem fehlgeschlagenen Selbstmordversuch mit einem Rudel Löwen zusammenlebte. Mit der Zeit gewann er durch das harmonische Aufgehobensein in der Natur sein Selbstvertrauen zurück und konnte sein Übergewicht loswerden. Dieser Zeit des Friedens und der inneren Einkehr wurde schließlich ein Ende gemacht, als die Terrororganisation Secret Society of Super-Villains, eine Vereinigung von Schurken unter der Ägide von Lex Luthor vergeblich versuchte, Catman als Mitarbeiter zu rekrutieren.
Im Verlauf der Villains United-Storyline wandelte sich die Charakterzeichnung Catmans, seither wird er als listiger Krieger mit einem letztlich edelmütigen und heroischen Charakter dargestellt und ist nunmehr eine Art Anti-Held. Die Beziehung zu seinem Teamgefährten Deadshot ist zwar gespannt aber mithin „freundschaftlich“ zu nennen. Eine Liebesbeziehung verbindet ihn mit Chesire, einem anderen Mitglied des Teams, mit der er einen gemeinsamen Sohn hat.

## Alternativversionen der Catman-Figur
In den Ausgaben #46–49 der Serie Batman: Legend of the Dark Knight trat 1993 ein völlig anderer, weitaus düsterer gezeichneter Catman auf. Dieser ist ein geisteskranker Serienkiller, der gezielt junge Frauen ermordet, die ihn an seine Mutter erinnern, die ihn einst schwer misshandelt hatte. Dieser Catman, der sich in einen ledernen Kampfanzug kleidet, wird schließlich in einer gemeinschaftlichen Aktion von Batman und Catwoman zur Strecke gebracht.
In der Zeichentrickserie Batman: The Animated Series von 1992 tritt Catman in der Episode Cult of the Cat als sektiererischer Anhänger einer Katzensekte auf (US-Synchronstimme: Scott Cleverdon). In der Comicadaption der Zeichentrickserie tritt eine Version von Catman auf, bei dem es sich um einen liebestollen Verehrer von Catwoman handelt, der versucht, diese für sich zu gewinnen, indem er ihr Katzen-Thema auf die Spitze treibt: So errichtet er in seiner Wohnung einen Catwoman-Tempel und begeht ähnliche Verbrechen wie sie, um sie so auf sich aufmerksam zu machen.
In der Zeichentrickserie Justice League trat 2001 in der Doppelfolge Legends ein Charakter namens Catman aus einem Paralleluniversum auf: Dieser Catman erscheint als eine Mischung aus dem ursprünglichen Batman der 1940er Jahre und der weniger bekannten DC-Figur des Kickboxers Wildcat. In der Serie Justice League Unlimited hatte dieser Catman später noch einen weiteren kurzen Auftritt in der Folge „Grudge Match“.

## Sonstiges
Der Regisseur Paul Donovan schuf neben Def-Con 4 – Das letzte Kommando (1985) auch den Film Catman.